# Jacques Denys Choisy
Pour les articles homonymes, voir Choisy (homonymie).
Jacques Denys (Denis) Choisy (5 avril 1799, Jussy – 26 novembre 1859, Genève) est un ecclésiastique protestant et botaniste suisse.

## Biographie
Il étudie la théologie, le droit, les sciences humaines et les sciences à l'Académie de Genève. En 1821, il est ordonné pasteur et part l'année suivante à Paris pour y poursuivre ses études. Lors de son séjour à Paris, il est accepté comme membre de la Société d'histoire naturelle. À son retour à Genève en 1824, il est nommé à la chaire de philosophie rationnelle à l'Académie, poste qu'il occupe jusqu'en 1847
Pendant ses études à Genève, il subit l'influence d'Augustin Pyrame de Candolle et, ce faisant, développa une passion durable pour la botanique. Il fut l'un des principaux contributeurs à la publication de Candolle Prodromus systematis naturalis regni vegetabilis, dont il est l’auteur des chapitres concernant les familles des Marcgraviaceae, Convolvulaceae, Hydroleaceae, Scrophulariaceae, Selaginaceae, Nyctaginaceae , Hypericineae et Guttiferae.
Le genre botanique Choisya (famille des Rutaceae) est nommé en son honneur.

En tant que théologien et philosophe, il publie des ouvrages tels que Des doctrines exclusives en philosophie rationnelle (1828) et Les lois morales: Fragment d'un cours de philosophie morale (1836).

## Ouvrages botaniques sélectionnés
- Prodromus d'une monographie de la famille des Hypéricinées, (9 éditions publiées de 1821 à 1983).
- Descriptions des Hydroléacées, 1830.
- Convolvulaceae orientales, 1834.
- Mémoire sur les familles des Ternstroemiacées et Camelliacées, 1854[6].